# Jean Broc

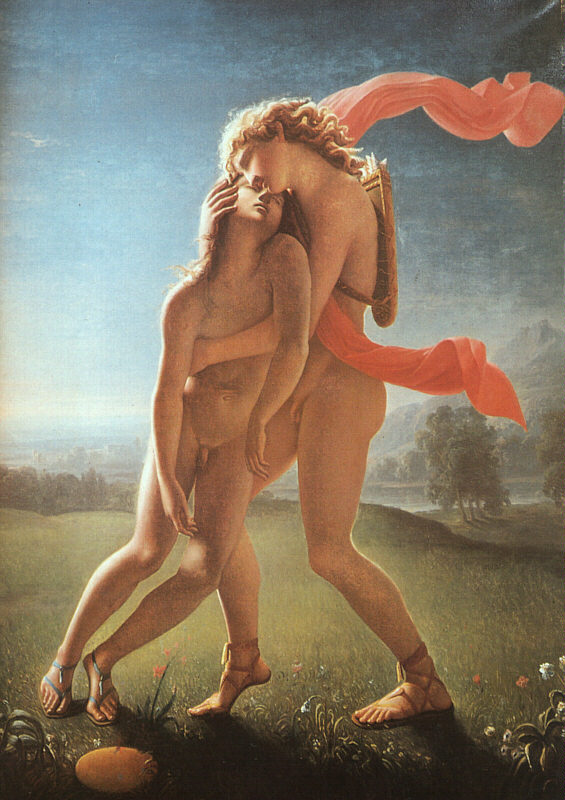
La morte di Giacinto

Jean Broc (Montignac, 16 dicembre 1771 – Polonia, 1850) è stato un pittore francese.

## Biografia
Broc studiò pittura con il maestro Jacques-Louis David e fece parte della corrente neoclassica dei "Primitivi" o "Barbus" (Barbuti), che rivendicavano un più rigoroso approccio alle tematiche neo-greche. Morì in Polonia, dove aveva seguito la figlia Aline, sposata con il generale polacco Józef Dwernicki.
Broc è autore di un quadro celebrato, La morte di Giacinto, conservato nel museo Rupert de Chièvres di Poitiers.

## Opere
- La scuola di Apelle, 1800, Louvre, Parigi
- Il naufragio di Virginie, 1801
- La morte di Giacinto, 1801
- La morte di Desaix, 1801, castello di Versailles
- Rinaldo e Armida, 1810
- Ritratto di una guardia nazionale a cavallo, 1817
- Il consulto della maga, 1819, Musée de Bayeux
- La morte di Virginia, 1819
- Gli arcangeli, 1834, chiesa di Yvré-l'Évêque